# Oncidium papilio
O Oncidium papilio é uma espécie de orquídeas do gênero Oncidium também conhecida como orquídea mariposa, da subfamília Epidendroideae da família das Orquidáceas. Embora normalmente esteja inclída dentro do gênero Oncidium, há quem faça incluir no gênero Psychopsis como Psychopsis papilio.

## Etimologia
Estas orquídeas crescem agrupadas em touceiras.
O nome científico provém do latim Oncidium = "inchaço", "tubérculo" e papilio pela aparência da flor como uma mariposa.

## Sinônimos
- Psychopsis papilio. (Lindley) HG Jones.
- Oncidium papilio. Lindley.

## Habitat
Esta espécie é oriunda da América Central e de Trinidad-Tobago. Esta Orquídea é de crescimento semi-terrestre. Região de clima quente e úmido de terras que vão entre o nível do mar e 1700 metros de altitude com alta luminosidade e florescendo nos meses de estiagem do bosque.

## Descrição
O Oncidium papilio é uma orquídea epífita com pseudobulbos cilíndricos achatados lateralmente de que saem apicalmente duas folhas coriaceas carnosas, em seu centro nascem duas hastes florais com flores de grande tamanho, de cor amarelo dourado com manchas de cor púrpura nas bordas, nas sépalas e no labelo, cujas bordas estão formando pregas.
Requer um vaso bem drenado com regas abundantes, enquanto estiver em desenvolvimento e mais seco quando formarem os novos pseudobulbos.

## Cultivo
Tem preferência por alta luminosidade ou com sombra moderada. Para cultivar, deve-se plantar em um tronco com a base reta não muito larga, para que se possa manter em pé e coloca-se a orquídea amarrada a um tutor virado para o leste.

Pode-se plantar no exterior como os Cymbidiums para estimular a floração. Em seu crescimento necessita de regas frequentes, porém, quando eles ficarem maduros, tem que espaçá-los até ficarem quase secos.